# Донауинсел
Донауинсел (острво Дунав) је дугачко, уско острво у централном Бечу, у Аустрији, које се налази између реке Дунав и паралелног ископаног канала Неуе Донау („Нови Дунав“). Острво је 21,1 km (13,1 mi) дугачко, али је само 70—210 m (230—689 ft) широко. Водени пут Новог Дунава је практично издужено (пливајуће) језеро, технички дилувијално корито. Описано је као "аутопут за пливаче", јер га користе људи који путују на посао.

## Рекреација и место одржавања фестивала
Већини посетилаца острво је познато као рекреативно подручје са баровима, ресторанима и ноћним клубовима. Има спортских могућности од ролања, бициклизма и пливања до кануинга. Постоји једна плажа која се у свом почетку осећала толико егзотично да је убрзо добила име "Копа Каграна" као хумористична алузија на Копацабана : Кагран је део 22. бечког округа поред те плаже. На јужном и северном делу острва постоје велике (и бесплатне) нудистичке плаже.
Донауинселфест је међународно познат годишњи фестивал на отвореном и највећи европски догађај ове врсте, са преко 3 милиона посетилаца. Одржава се крајем јуна (од петка до недеље) – осим 2008. (од 5. – 7. септембра), због Аустрије (и Швајцарске) које су биле домаћини Европског првенства у фудбалу. 23. септембра 2008. Мадона је одржала свој први концерт у Аустрији пред 57.000 људи.

## Поуздана заштита од поплава
Међутим, главна сврха острва је да буде део веома софистицираног система заштите од поплава у Бечу. Док река Дунав прелази град (пре великих проширења: пролазила је у близини), то већ стотинама година представља сталну забринутост. Прве запажене заштитне мере предузете су између 1870. и 1875. Ископано је средишње корито, 280 м дубоко, а на левој обали реке створено је поплавно подручје од 450 м.
1970. осмишљен је и убрзо изведен нови план: ископати додатни канал за замену бившег насипног подручја и помоћу плена изградити преосталу траку земље између исправљеног корита из 19. века и новоствореног. Нови канал се зове Неуе Донау (Нови Дунав). Након завршетка радова било је предвиђено да се настало острво на крају искористи за рекреацију. Систем за заштиту од поплава дизајниран је да штити од брзих поплава доводећи речне токове и до 14.000 м 3 у секунди. То се догодило само једном у историји Беча; 1501. Тешка поплава 2002. године донела је проток од 10.000 м 3 у секунди.
Радови су започети у марту 1972  а завршени 1988. Речнe биљкe су додаване од 1992. до 1998.

### Мапе
- Мапа Беча са острвом Дунава (енглески): 2008, веб страница: МапАустриа-Виенна.
- Једноставна интерактивна туристичка карта Беча повезана са кратким енглеским описима острва Дунав и других туристичких места Беча.
- Боља мапа острва, од стране бечког суда; састоји се од 8 ГИФ-ова, сваки по цца 10000.